# Turčianske Jaseno
Turčianske Jaseno je obec v okrese Martin v Žilinském kraji na Slovensku, na úpatí Velké Fatry. Žije v něm 478 obyvatel.

## Historie
První písemná zmínka o vesnici pochází z roku 1249. Z obce pocházel otec Jána Jesenského.

## Přírodní poměry
Obec se nachází v nadmořské výšce 470 metrů, nejvyšším bodem obce je však kopec Lysec, který je vysoký 1381 metrů. Obec se rozkládá na ploše 20,47 km². Do jejího správního území zasahuje národní park Velká Fatra a národní přírodní rezervace Lysec.

## Pamětihodnosti
- raně-gotický kostel svaté Markéty z 13. století, který byl v 18. a 19. století přestavěn
- evangelický kostel z roku 1783
- malé obecní muzeum, oficiálně „Pamětní mistnost Jesenovců“ (slovensky Pamätná izba Jesenskovcov)[4]